# DMKE internátus

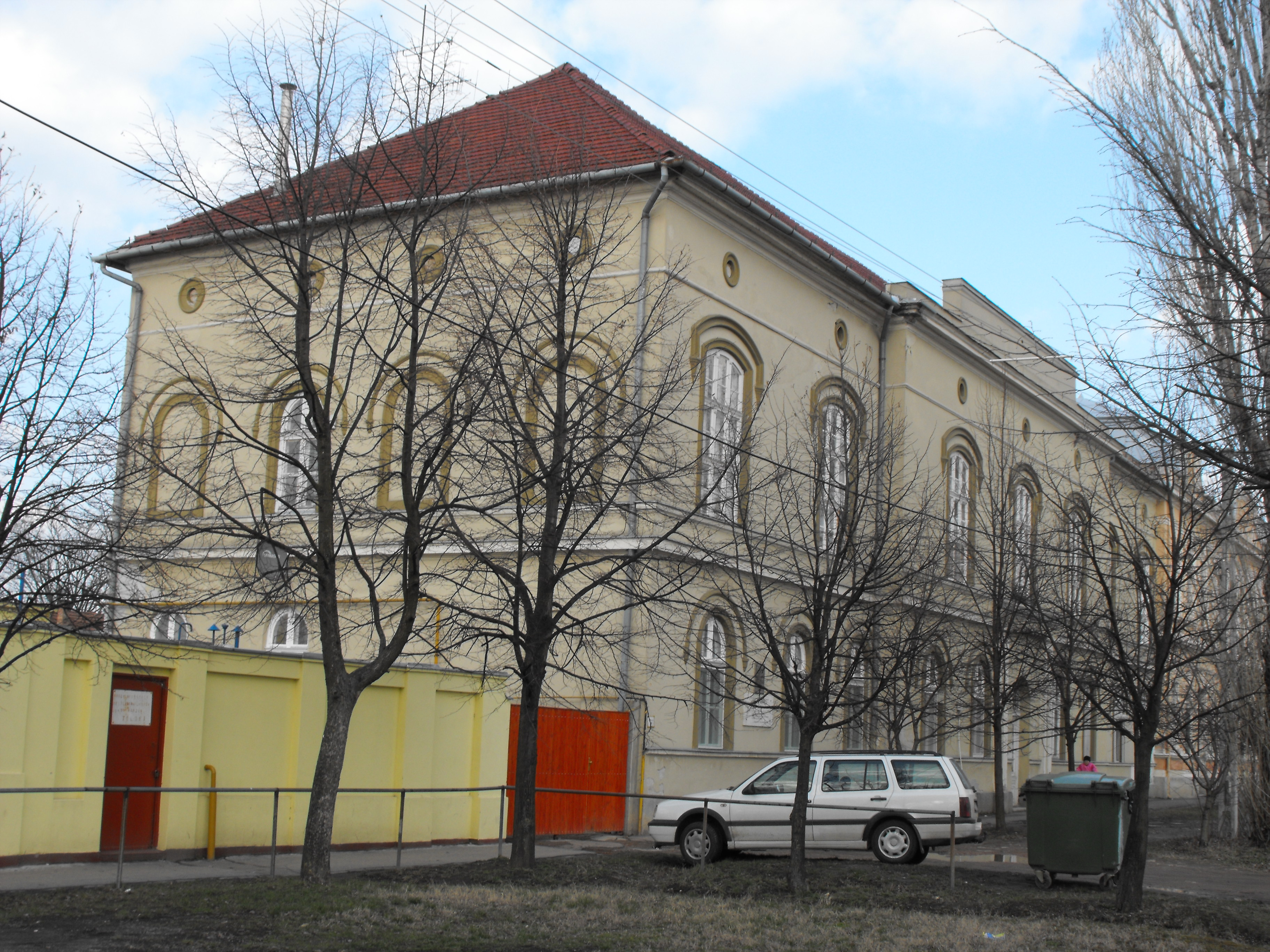
Az 1862-ben épült, kórházi szárny

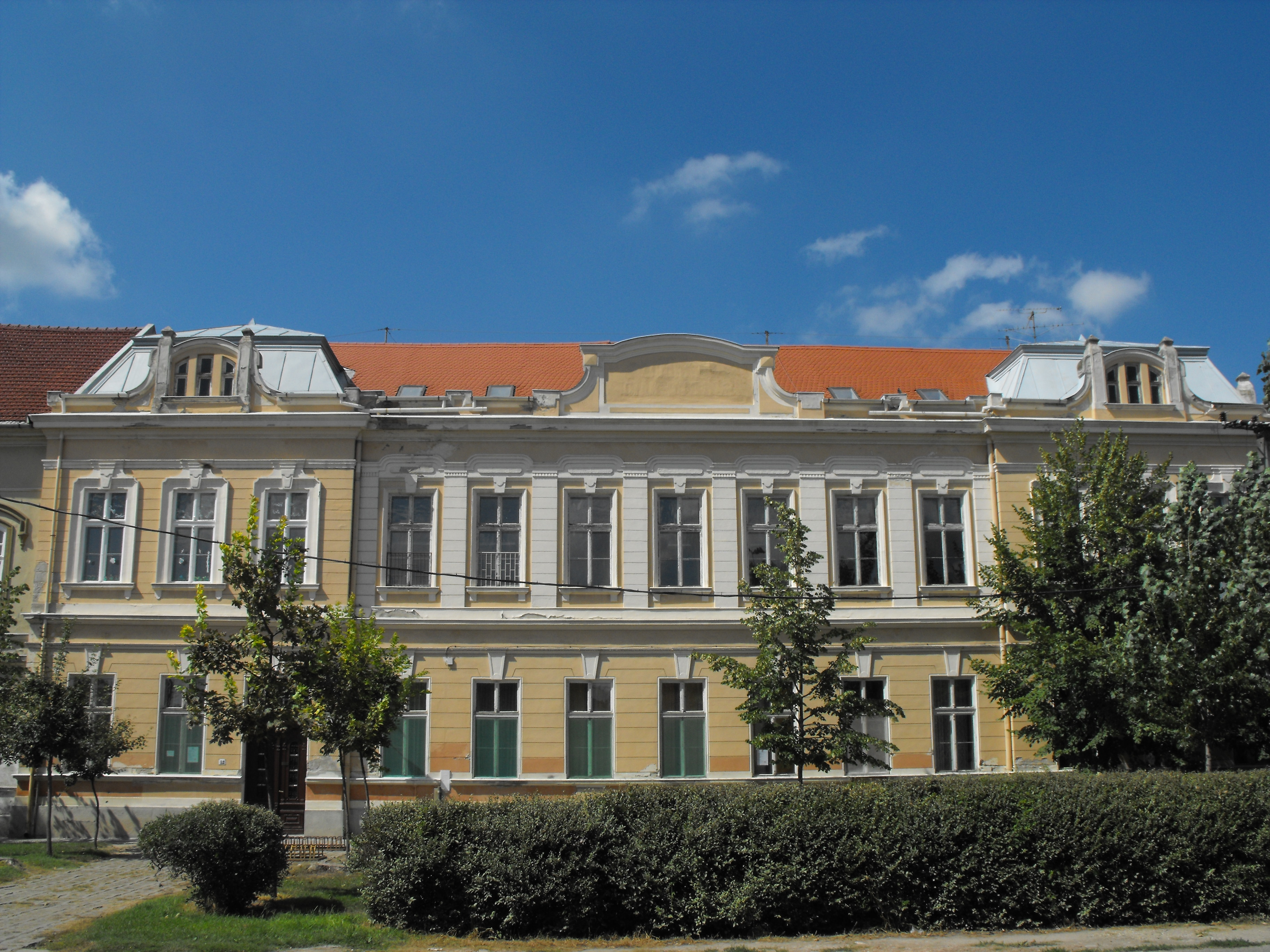
Az 1907-ben épült szárny

A Délmagyarországi Közművelődési Egyesület internátusának makói épületében eredetileg kórház működött. A Návay Lajos tér 12. szám alatt áll; két szárnyát 1862-ben és 1907-ben építették.
Csanád vármegye vezetősége 1844-től szorgalmazta egy megyei közkórház létrehozását. Egy sikertelen újvárosi próbálkozás után végül a II. József magyar király rendelete alapján selyemhernyó-tenyésztéshez létesített, 6460 négyszögöl területű, megyei tulajdonban lévő Epreskertben épült fel.
Romantikus stílusban készült el az egyedülálló, kétszintes épület; bár jó tömeghatású, homlokzata túlságosan rideg. A főhomlokzaton elhelyezett, enyhe kiugrású középrizalit hangsúlyos, lépcsős attika koronázza. A kerek padlásnyílások körbefutnak az épületen. Meghatározó szerep jutott az öv- és ablakpárkánynak, amelyek a szinteket választják el. A földszinti nyílászárók félkörívesek, az emeletiek szegmentívesek lettek. A fölső szint ablakai bemélyített keretűek, fölöttük szemöldökpárkány látható tagozatokkal. A két szint ablakkiosztását eltérőn alkották meg. Az udvar front felől csatlakozott az épülethez a lépcsőház és a mellékhelyiségek; a telken, de külön épületben helyeztek még el az elmebeteg-pavilont, a fürdőszárnyat és a konyhai blokkot. A körbefutó kerek padlásnyílások Koczka Ferdinánd szolnoki építészt feltételezik az épület tervezőjeként.
1906-ban helyszűke miatt a kórház kiköltözött az épületből; helyét a DMKE internátusa foglalta el. Az internátus a főgimnázium intézményeként működött. Mintegy 60 fővel kezdte meg működését; a növendékek beköltöztetése előtt szerkezeti módosítást nem érintő átalakítást és fertőtlenítést végeztek az épületben. Az internátus iránti nagy érdeklődés hatására egy év múlva már szükségessé vált az épület bővítése. A térre és a Nagycsillag utcára néző szárny 1907 októberében készült el, a régi épülettel való összeköttetést zárt folyosó biztosította. A bentlakó diákok száma folyamatosan nőtt, de az első világháború pusztítása miatt 1914-ben az intézményt kiköltöztették az épületből, hogy helyet biztosítsanak a Vöröskereszt ápolóinak. Ekkor a 131 tanulót családoknál szállásolták el. Két évvel később 51 erdélyi menekültet fogadtak itt be, de a Makóra érkező megszálló román csapatok kaszárnyának rendezték be az internátus épületét. Nem sokkal később már a közélelmezési és államépítészeti hivatal, valamint a vármegyei csendőrparancsnokság is itt működött.
A háborús viszonyok az épületben nagy károkat okoztak, hónapok teltek el a helyreállítással, a törmelék és a tönkrement tárgyak eltávolításával. A DMKE csődközeli helyzetbe került, ezért az internátust a szervezettől a Vallás- és Közoktatási Minisztérium vette át, és benne 1921. szeptember 1-jétől itt működött a trianoni Magyarország első állami középiskolai fiúinternátusa. A külső helyreállításért a DMKE, a belső kijavítását és a berendezés pótlását a minisztérium állta. 1922-ben a betegszobákat a diákok vakolták és festették újra. Az intézmény hamarosan visszanyerte hírnevét; a diákok színvonalas és sokrétű képzésben részesültek. A létszám az 1924-25-ös tanévben volt a legnagyobb, amikor 140 növendéke volt az internátusnak.
Az első bécsi döntés eredményeképpen Felvidék déli része ismét Magyarországhoz került. A kormány döntése értelmében a nagy múltú intézményt 1939 nyarán Kassára helyezték át. 

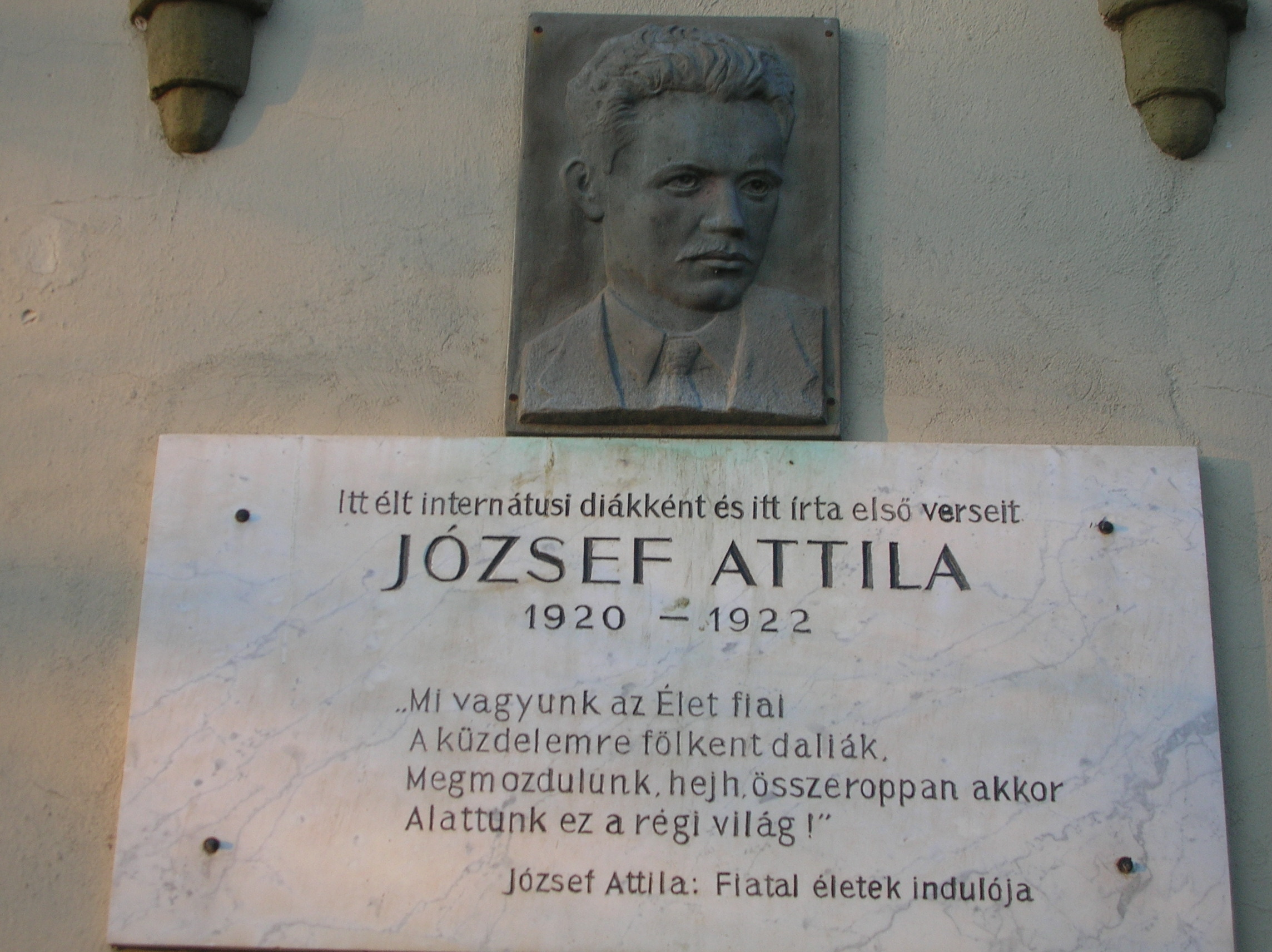
József Attila emléktáblája és alumínium domborműve az internátus falán

Ezután egészen 1944-ig a vármegye közművelődési épületeként funkcionált, helyt kapott benne a megyei és városi könyvtár, a levéltár és a helyi múzeum gyűjteménye is. 1944 szeptemberében, a város kiürítésekor a régészeti gyűjtemény értékesebb részét ládákba csomagolták, és vasúton elszállították. A szerelvény Zalaegerszeg környékén amerikai szőnyegbombázás áldozata lett; az éremgyűjteményt a szovjetek hordták szét a parancsnokuk által engedélyezett szabad rablás során. A második világháború végén szovjet katonai kórházként működött. 1946 és 1949 között a József Attila Népi Kollégium működött az épület falai között. A kórházi szárny helyiségeit 1950-től lakásokként használják; az 1907-ben épült szárnyban működik a Makói Általános Iskola Kertvárosi tagintézménye.
Az internátus homlokzatán 1954-ben helyezték el József Attila alumínium domborműves emléktábláját, aki 1920 és 1922 között az intézmény növendéke volt. Az alkotást Nagy Gyula, a város szülötte készítette.